# Gustave Bénédit
Antoine Albert Pierre Gustave Bénédit est un écrivain et journaliste provençal, né le 7 avril 1802 à Marseille, ville où il est mort le 8 décembre 1870.

## Biographie
Fils d'un capitaine de marine mort avant sa naissance, Gustave Bénédit dut sa modeste éducation aux seuls sacrifices de sa mère. Élève de l’École de Musique de Marseille et du Conservatoire de Paris, professeur de chant et de déclamation au Conservatoire de Marseille, il tint d'autorité pendant quarante ans, la critique musicale dans sa ville natale et les chroniques des théâtres au quotidien marseillais Le Sémaphore. Il est l'auteur de plusieurs ouvrages en vers français et provençaux, notamment la série de nouvelles autour du personnage de « Chichois ». Il fut élu en 1847 à l'Académie de Marseille, en remplacement d'Yves Albrand[réf. nécessaire].

## Publications
- Chichois oou counservatoiro, lettro à Moussu G. B., imprimerie Feissat aîné et Demonchy, 1840
- La Counvercien de Chichois, lettro à Barthélémy, imprimerie Feissat aîné et Demonchy, 1840
- Chichois. La police correctionnelle, scènes de mœurs, imprimerie Feissat aîné et Demonchy, 1841
- Œuvres complètes. Chichois, poèmes, contes et épîtres, en vers provençaux, mêlés de vers français[2], deux volumes, imprimerie Barlatier-Feissat et Demonchy, 1853 ; lire en ligne sur Gallica
- Le Jeu de dominos, poème en vers français, imprimerie Barlatier-Feissat et Demonchy, 1856
- Étude artistique sur le diapason normal, suivie de quelques anecdotes sur les ténors en province, imprimerie Barlatier-Feissat et Demonchy, 1860
- Quelques réflexions relativement à la liberté des théâtres en province, imprimerie Barlatier-Feissat et Demonchy, 1864
- Chichois, la Police correctionnelle, contes, épîtres, pièces inédites, avec une notice biographique par Adolphe Carle, illustré par Georges Duseigneur, imprimerie Barlatier-Feissat père et fils, 1876